# Bahnstrecke Neckarsteinach–Schönau
| |                      |                                         |                                         |
| Streckennummer: | 4112                 |                                         |                                         |
| Kursbuchstrecke (DB): | bis 1969: 321c       |                                         |                                         |
| Kursbuchstrecke: | 321c (1946)          |                                         |                                         |
| Streckenlänge: | 5,0 km               |                                         |                                         |
| Spurweite: | 1435 mm (Normalspur) |                                         |                                         |
| Maximale Neigung: | 12,5 ‰               |                                         |                                         |
| Minimaler Radius: | 240 m                |                                         |                                         |
| Streckengeschwindigkeit: | 50 km/h              |                                         |                                         |
| |                      |                                         |                                         |
| \| \| \| Neckartalbahn von Bad Friedrichshall \| 129 m \| \| \| 0,0 \| Neckarsteinach (ehem. Bf) \| Neckarsteinach (ehem. Bf) \| \| \| \| Neckartalbahn nach Heidelberg \| \| \| \| 1,2 \| Neckarsteinach Nord \| Neckarsteinach Nord \| \| \| 3,6 \| Landesgrenze Hessen / Baden-Württemberg \| Landesgrenze Hessen / Baden-Württemberg \| \| \| 3,7 \| Schönau Süd \| Schönau Süd \| \| \| 5,0 \| Schönau (b Heidelberg) \| 168 m \| |                      |                                         |                                         |
| Strecke |                      | Neckartalbahn von Bad Friedrichshall    | 129 m                                   |
| Haltepunkt / Haltestelle | 0,0                  | Neckarsteinach (ehem. Bf)               | Neckarsteinach (ehem. Bf)               |
| Abzweig ehemals geradeaus und nach links |                      | Neckartalbahn nach Heidelberg           | Neckartalbahn nach Heidelberg           |
| Haltepunkt / Haltestelle (Strecke außer Betrieb) | 1,2                  | Neckarsteinach Nord                     | Neckarsteinach Nord                     |
| Grenze (Strecke außer Betrieb) | 3,6                  | Landesgrenze Hessen / Baden-Württemberg | Landesgrenze Hessen / Baden-Württemberg |
| Haltepunkt / Haltestelle (Strecke außer Betrieb) | 3,7                  | Schönau Süd                             | Schönau Süd                             |
| Kopfbahnhof Streckenende (Strecke außer Betrieb) | 5,0                  | Schönau (b Heidelberg)                  | 168 m                                   |

Die Bahnstrecke Neckarsteinach–Schönau (gelegentlich auch als Steinachtalbahn bezeichnet) war eine 1928 eröffnete 5,0 km lange eingleisige Nebenbahn am Rand des Odenwalds, die als Stichstrecke über das Steinachtal eine Verbindung von Neckarsteinach an der Neckartalbahn nach Schönau herstellte. Der Personenverkehr wurde 1969 eingestellt, die Gesamtstilllegung erfolgte 1981.

## Verlauf
Die Strecke nahm ihren Ausgang am Bahnhof Neckarsteinach der Neckartalbahn und folgte ihr 1,2 km in westlicher Richtung. Danach zweigte sie in nördlicher Richtung in das Tal der Steinach ab. Vor Schönau passierte sie die Landesgrenze zwischen Hessen und Baden-Württemberg. Die Strecke folgte baukostengünstig den zahlreichen Flusswindungen hinauf in den Odenwald. Der Schönauer Endbahnhof befand sich am südwestlichen Ortsrand.

## Geschichte
Trotz frühzeitiger Bemühungen der wirtschaftlich aufblühenden Stadt Schönau um einen Anschluss an das Eisenbahnnetz dauerte es aufgrund der Randlage in Baden nahe der Hessischen Grenze mehrere Jahrzehnte, bis 1928 die Einweihung der Strecke die Anstrengungen krönte.

### Vorgeschichte, Planung und Bau
Im Rahmen der Planung der 1879 eröffneten Neckartalbahn wünschte die Stadt Schönau bereits 1869 eine von Neckarsteinach über Schönau und durch einen Tunnel weiter in Richtung Neckargemünd führende Eisenbahnanbindung, welche nicht realisiert wurde. Eine zweite Chance für das badische Schönau tat sich 1874 auf, als für den Bau der Hessischen Odenwaldbahn eine Planungsvariante über das Uttenbachtal und über einen Tunnel weiter über das Steinach- und das Neckartal nach Neckargemünd zur Wahl stand.

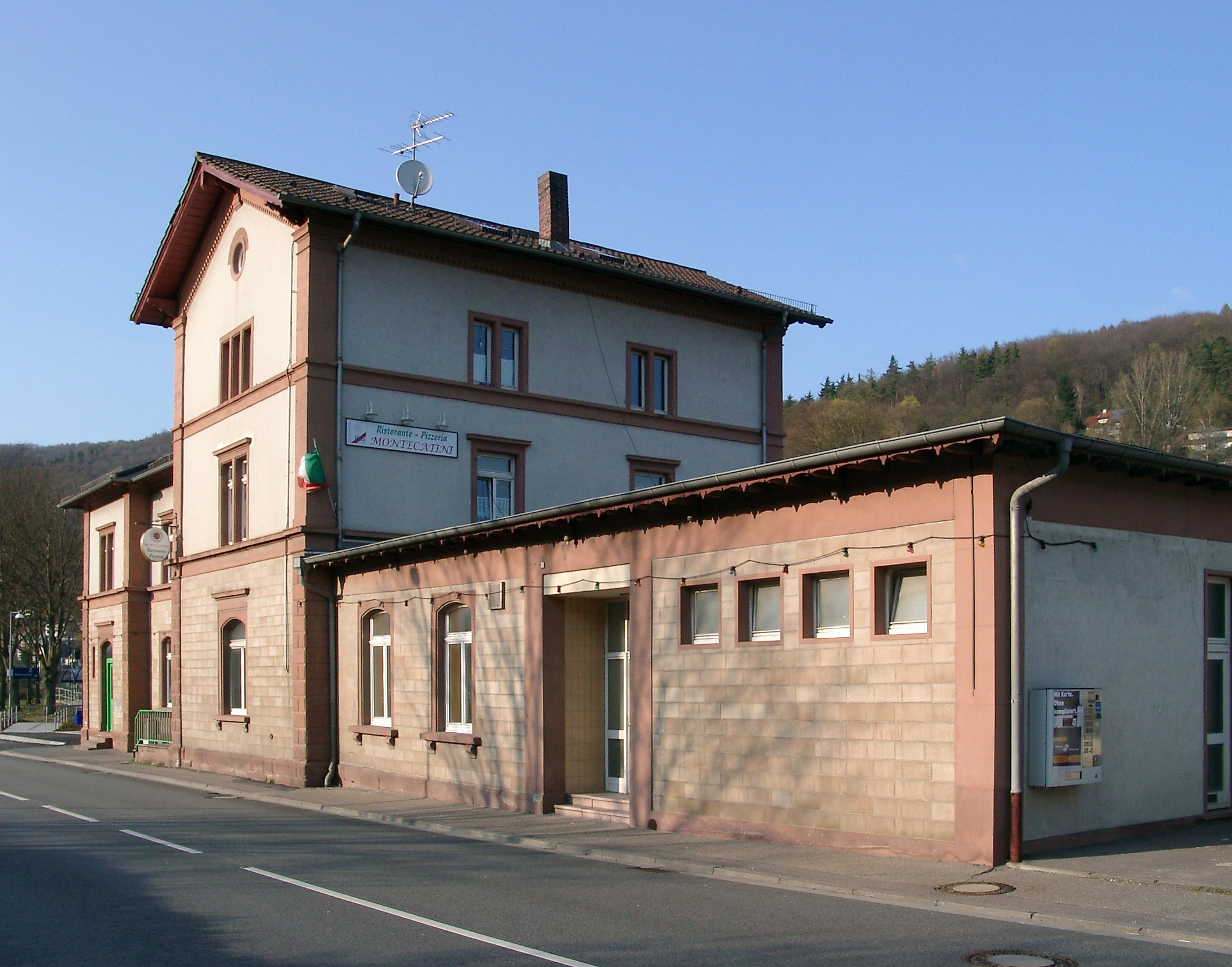
Bahnhof Neckarsteinach, Ausgangspunkt der Strecke

Nachdem diese Variante zugunsten der Strecke über das Ittertal nicht zur Ausführung kam, blieb den Orten im Steinachtal nur die Möglichkeit, um den Bau einer Stichbahn zu ersuchen, die im hessischen Neckarsteinach an die Neckartalbahn anschloss. Auch nach Gründung des Deutschen Reichs 1871 blieb der Eisenbahnbau Landesangelegenheit. Allerdings zeigte das Großherzogtum Hessen kein Interesse, da die erbrachten Aufwände ausschließlich Baden zugutegekommen wären. Darüber hinaus hätte die Strecke den Badischen Staatseisenbahnen Verkehr zugeführt, welche die Neckartalbahn auch auf hessischem Gebiet betrieb.
Eine weitere Eingabe wurde 1895 durch hessische und badische Gemeinden für eine Bahnlinie Neckarsteinach–Schönau–Wald-Michelbach eingereicht, die eine wirtschaftliche Förderung der zurückgebliebenen Gemeinden im Odenwald erreichen könnte. Schönau selbst erlebte in dieser Zeit einen wirtschaftlichen Aufschwung durch billige Arbeitskräfte, größter Arbeitgeber war die Weinheimer Gerberei Freudenberg, für die der fehlende Bahnanschluss einen starken Wettbewerbsnachteil darstellte.
Da Anfang und Ende der projektierten Strecke in Hessen lagen, überwies der badische Landtag das Anliegen nach Darmstadt. Da man dort einen Abfluss des Verkehrs aus der Wald-Michelbacher Gegend in Richtung Heidelberg und Mannheim anstatt in Richtung Worms befürchtete, verlief diese Petition im Sande. Darauf reagierte Schönau 1897 mit einer neuen Eingabe für den Bau einer Bahn Neckarsteinach-Schönau als provisorischem Schritt. Eine solche Strecke lehnte der badische Staat jedoch mit Hinweis auf mangelnde Rentabilität ab. Ebenfalls ohne Erfolg verlief 1900 eine Petition für eine Strecke bis Heiligkreuzsteinach, gefolgt von drei weiteren Petitionen in den Jahren 1906, 1908 und 1911. Beim Umbau der Neckarsteinacher Bahnanlagen für den zweigleisigen Ausbau der Neckartalbahn 1912 wurde bereits Baufreiheit für die geforderte Strecke berücksichtigt.
Der Beharrlichkeit der Gemeinde Schönau war es zu verdanken, dass der Badische Landtag 1913 der insgesamt sechsten Petition trotz der erwarteten Defizite von 41.000 Mark jährlich seine Zustimmung erteilte und in Verhandlungen mit Hessen trat. Da zwischenzeitlich die Kosten für den Unterhalt der stark frequentierten Straße zwischen Neckarsteinach und Schönau zu einer Belastung für den Hessischen Haushalt wurden, reagierte Hessen wohlwollend. Am 16. Juni 1914 kam es zur Unterzeichnung des Staatsvertrags zwischen Baden und Hessen über den Bau der 5 km langen Strecke. Die Bestimmungen regelten, dass alleinig Baden für die Baukosten aufzukommen hatte und dass ein Weiterbau bis Heiligkreuzsteinach vorgesehen werden sollte.
Zwar stellte der Badische Landtag für das Haushaltsjahr 1914/1915 für den Bau der Linie 250.000 Mark bereit, der zwischenzeitlich ausgebrochene Erste Weltkrieg verhinderte jedoch die Aufnahme der Arbeiten und auch nach Ende des Kriegs kamen die Arbeiten aus Geldmangel nicht über die Profilierung des Geländes und den Bau der Fundamente für die neuen Gebäude hinaus. Um alsbald an den dringend benötigten Bahnanschluss zu gelangen, beantragte Freudenberg 1919, selbst mit den Tiefbauarbeiten für die Strecke teilweise auf eigene Kosten beauftragt zu werden. Erst im Rahmen der Gründung der Deutschen Reichsbahn zum 1. April 1920 übergab Baden alle offenen Bauprojekte, auch die Strecke Neckarsteinach–Schönau. 1921 wurden 500.000 Mark für den Streckenbau bereitgestellt, jedoch verhinderte nun die Inflation die Realisierung. Erst 1926 im Rahmen eines reichsweiten arbeitsmarktpolitischen Beschäftigungsprogramms sollten offene Bahnprojekte fertiggestellt werden. Mit dem Bau wurde 1927 begonnen. Die feierliche Eröffnung der Strecke fand am 21. Oktober 1928, also 14 Jahre nach Unterzeichnung des Badisch-Hessischen Staatsvertrags, statt.

### Zweiter Weltkrieg und die 1950er Jahre
Da die Strecke keine strategische Bedeutung besaß, wurde sie im Laufe des Zweiten Weltkriegs nicht Ziel alliierter Luftangriffe. Allerdings wurde sie ab dem 20. Dezember 1944 zur Abstellung überzähliger Güterwagen verwendet, worauf die ansässige Industrie Protest einlegte, da damit die Produktion kriegswichtiger Güter gefährdet war. Nach Ende des Kriegs beantrage die Firma Freudenberg im September 1945 die Wiederaufnahme des Verkehrs, diesem Antrag gaben die US-Militärbehörden alsbald statt.
Auf Initiative der beiden anliegenden Orte gingen im Laufe des Jahres 1954 die Bedarfshaltestellen „Neckarsteinach Nord“ und „Schönau Süd“ in Betrieb – dies war nach der Umstellung des Personenverkehrs von Dampfzügen auf Dieseltriebwagen möglich geworden. In der wirtschaftlichen Blüte der 1950er Jahre wurden nicht nur immer mehr Personenzugpaare auf der Strecke angeboten, auch der Güterverkehr zu den Schönauer Industriebetrieben nahm zu, so dass ab Mitte der 1960er Jahre täglich ein dedizierter Nahgüterzug zwischen dem Heidelberger Rangierbahnhof und Schönau eingerichtet wurde. Allerdings gab es seit dem Ende der 1950er Jahre einen durchgehenden Bahnbus-Verkehr zwischen Schönau und Heidelberg, ab 1959 wurden schlecht ausgelastete Züge sukzessive durch Busse ersetzt.

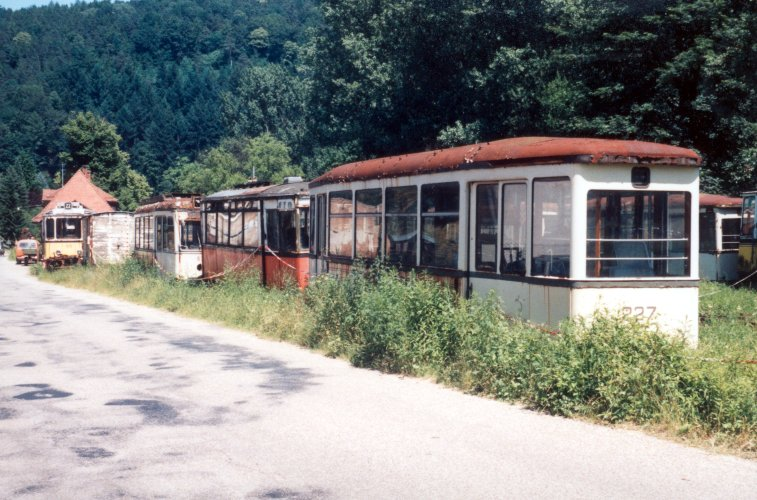
Bahnhof Schönau mit Resten des geplanten Straßenbahnmuseums (1995)

### Niedergang
Durch den so immer weiter gesunkenen Personenverkehr stellte die Deutsche Bundesbahn im September 1967 den Antrag auf Einstellung der Personenbeförderung, welchem das baden-württembergische Innenministerium alsbald statt gab. Allerdings sollte noch die notwendige Sanierung der Straße zwischen Neckarsteinach und Schönau abgewartet werden, so dass es bis zum 28. September 1969 dauern sollte, bis die Strecke letztmals im Personenverkehr bedient wurde. Dank der Schönauer Industrie konnte der Güterverkehr weiter aufrechterhalten werden. Nach Wegfall des größten Bahnkunden, der 1974 seine Produktion in Schönau einstellte, kam maximal ein Mal wöchentlich eine Übergabe nach Schönau, bis der Betrieb am 15. Januar 1981 formlos und zum 1. November 1981 auch offiziell eingestellt wurde.
Eine letzte Chance für ein Wiederaufleben der Strecke zerronn in den Jahren danach: 1984 kaufte eine private Initiative des Straßenbahnmuseums Stuttgart die Strecke und das Schönauer Empfangsgebäude auf und plante, ein Straßenbahnmuseum samt Museumsstrecke einzurichten. Eine unzureichende Finanzierung des Projekts führte in den Folgejahren jedoch dazu, dass erworbene Fahrzeuge auf dem Schönauer Bahngelände ohne Betreuung zerfielen, so dass der 1996 verbliebene Fuhrpark vor Ort zerlegt und verschrottet wurde.
Im Januar 2000 wurde die Strecke offiziell von Bahnbetriebszwecken freigestellt. Seit Juli 2008 gibt es einen 3,5 km langen, durchgehenden Radweg auf der ehemaligen Trasse.

## Betrieb
Der Betrieb auf der Bahnstrecke wurde stets im vereinfachten Nebenbahndienst durchgeführt. Im Personenverkehr wurden bei Eröffnung der Strecke werktäglich ca. sieben Zugpaare angeboten. Nach dem Zweiten Weltkrieg stieg die Zahl bis 1953 auf 13 Paare und bot auch durchgehende Zugverbindungen nach Heidelberg.
Der Betrieb erhielt in Schönau zunächst einen eigenen Lokbahnhof, der dem Bahnbetriebswerk Heidelberg zugeordnet war und zum 1. Juni 1942 aufgelöst wurde. Seitdem bespannte das Bw Heidelberg direkt die Züge auf der Strecke. Loks der Baureihe 75 fuhren von der Eröffnung der Strecke bis in die 1950er Jahre, Ende der 1930er Jahre folgte der Einsatz der Baureihe 70. In den 1950er Jahren kamen Loks der Baureihe 74 zum Einsatz. Ab dem 14. April 1954 löste im Personenverkehr ein Uerdinger Schienenbus die Dampfloks ab. Der Güterverkehr wurde ab den 1950er Jahren durch dieselbetriebene Rangierlokomotiven der Baureihe V 60 bedient.

## Relikte

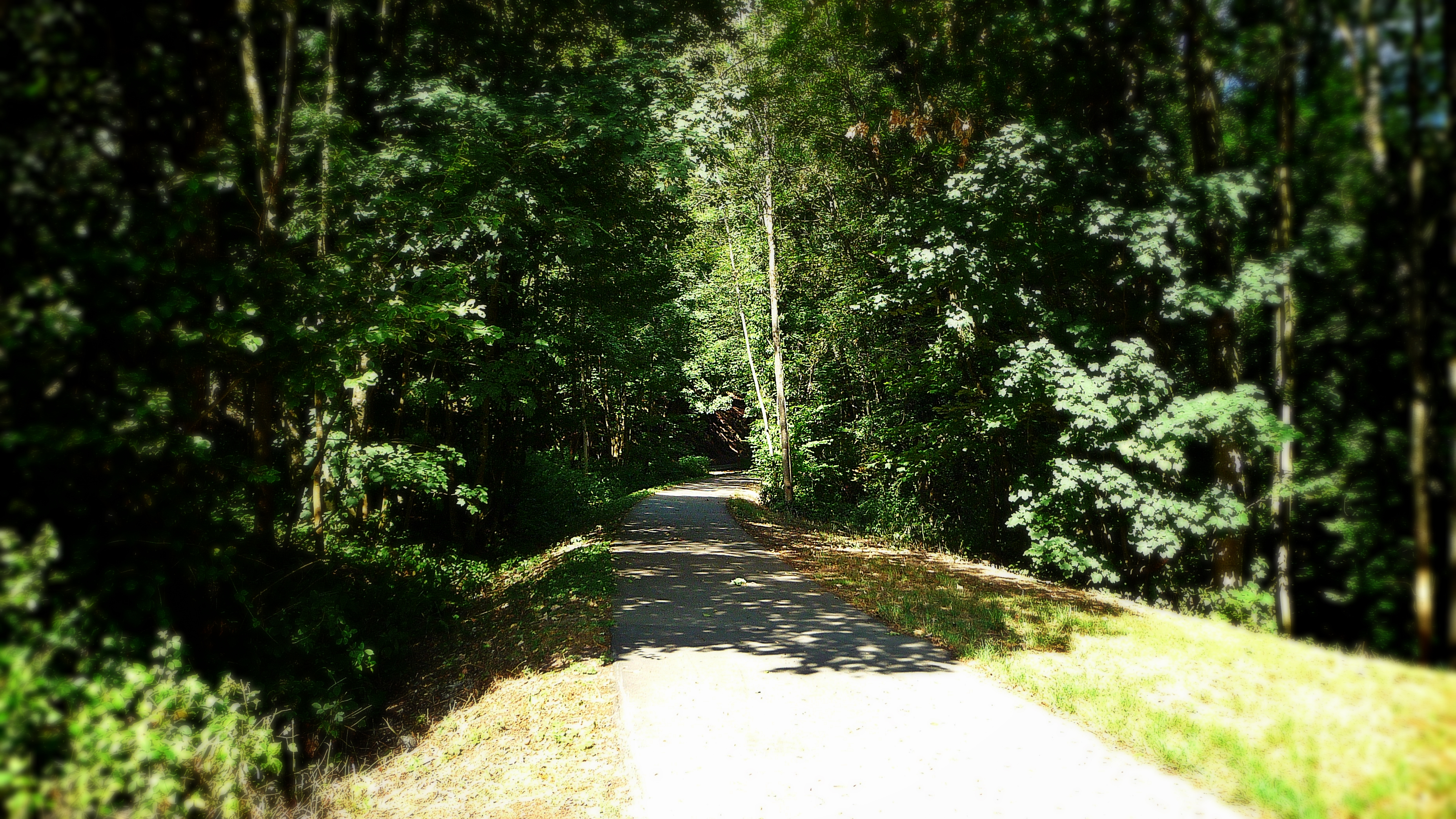
Trasse der ehemaligen Bahnstrecke Neckarsteinach-Schönau. Die Linie zweigte unmittelbar vor dem Hinterburg-Tunnel ab.

Seit 2008 gibt es auf der Trasse der ehemaligen Bahnstrecke einen durchgehenden Radweg zwischen den beiden Orten. In Schönau erinnern das verbliebenen Empfangsgebäude, die Bahnhofsgaststätte und die Bahnhofstraße an die Zeit der Eisenbahn.